# Stazione di Albaredo
Stazione di Albaredo vasútállomás Olaszországban, Veneto régióban, Vedelago településen.

## Vasútvonalak
Az állomást az alábbi vasútvonalak érintik:
- Vicenza-Treviso-vasútvonal

## Kapcsolódó állomások
A vasútállomáshoz az alábbi állomások vannak a legközelebb: 
- Stazione di Istrana (Stazione di Treviso Centrale)
- Stazione di Castelfranco Veneto (Stazione di Vicenza)